# Albi di Dylan Dog (2012)
Albi del fumetto Dylan Dog pubblicati nel 2012.
| Nr. | Titolo                          | Mese di pubblicazione | Soggetto          | Sceneggiatura     | Disegni             | Copertina      |
| --- | ------------------------------- | --------------------- | ----------------- | ----------------- | ------------------- | -------------- |
| 305 | Il museo del crimine            | gennaio               | Giovanni Gualdoni | Giovanni Gualdoni | Nicola Mari         | Angelo Stano   |
| 306 | Il baule delle meraviglie       | febbraio              | Giancarlo Marzano | Giancarlo Marzano | Ugolino Cossu       | Angelo Stano   |
| 307 | L'assassino della porta accanto | marzo                 | Fabrizio Accatino | Fabrizio Accatino | Sergio Gerasi       | Angelo Stano   |
| 308 | La Dea Madre                    | aprile                | Giuseppe De Nardo | Giuseppe De Nardo | GianMarco Nizzoli   | Angelo Stano   |
| 309 | L'autopsia                      | maggio                | Giovanni Gualdoni | Giovanni Gualdoni | Franco Saudelli     | Angelo Stano   |
| 310 | Io, il mostro                   | giugno                | Pasquale Ruju     | Pasquale Ruju     | Giovanni Freghieri  | Angelo Stano   |
| 311 | Il giudizio del corvo           | luglio                | Roberto Recchioni | Roberto Recchioni | Daniele Caluri      | Angelo Stano   |
| 312 | Epidemia aliena                 | agosto                | Giovanni Gualdoni | Giovanni Gualdoni | Luca Dell'Uomo      | Angelo Stano   |
| 313 | Il crollo                       | settembre             | Paola Barbato     | Paola Barbato     | Giovanni Freghieri  | Angelo Stano   |
| 314 | I segni della fine              | ottobre               | Giovanni Gualdoni | Giovanni Gualdoni | Giampiero Casertano | Angelo Stano   |
| 315 | La legione degli scheletri      | novembre              | Angelo Stano      | Angelo Stano      | Angelo Stano        | Angelo Stano   |
| 316 | Blacky                          | dicembre              | Giovanni Gualdoni | Giovanni Gualdoni | Daniele Bigliardo   | Angelo Stano\| |

## Il museo del crimine
Dylan Dog si reca ad una mostra sulla Londra Criminale assieme a Mary Adams, la sua nuova fidanzata nonché criminologa. La storia di tre pericolosi serial killer del passato si intreccerà così con uno dei primi casi di Dylan, quando ancora era un poliziotto di Scotland Yard, la ricerca del killer del martello.

## Il baule delle meraviglie
Bryce, l'attuale fidanzata di Dylan Dog, riceve in eredità uno strano baule appartenuto ad un suo cugino, improvvisamente impazzito tramutandosi in un assassino dopo averlo acquistato. A seguito della sparizione della ragazza, Dylan cercherà di scoprire chi o cosa vive all'interno del baule, su cui grava una misteriosa maledizione.

## L'assassino della porta accanto
Dylan Dog si reca ad Edimburgo per amore e decide di alloggiare in una pensione in cui dimorano strani personaggi. L'unico all'apparenza normale, è il signor Wilson, un uomo burbero e riservato che Dylan non sa essere in realtà un serial killer al momento inattivo.

## La Dea Madre
Durante il suo fidanzamento con Myra, Dylan Dog conosce Hillary, figlia adolescente della donna, ragazza dal carattere ribelle. Proprio questa sua ribellione la fa scappare dal collegio che frequenta, dicendo che in quel luogo accadono cose misteriose. Una volta riaccompagnata la ragazza nella sua scuola, Dylan scoprirà sulla sua pelle i terribili fatti di cui la ragazza parlava.

## L'autopsia
Dylan non riesce ad accettare il suicidio della sua fidanzata. Per rimediare a questo, si butta con tutte le sue forze in una complicata indagine, che mette alla luce un'inquietante verità: due killer che fanno a gara di delitti.

## Io, il mostro
C'è una ragazza particolare a Londra. Si chiama Coralie, ed è in grado di far conoscere i suoi sentimenti agli altri. Ma questo dono si trasforma in condanna, quando dei corteggiatori diventano spietati assassini. Anche Dylan si calerà nel pericolo, provando a salvare la ragazza.

## Il giudizio del corvo
Dopo aver visto un concerto dei Motörhead con la sua attuale fidanzata, Dylan si risveglia in una stanza buia, dalla quale gli parla uno strano personaggio vestito elegantemente ma con una maschera da corvo sulla testa. Il suo nome è Mister Giggles, giudice e carnefice nonché autore di alcune prove che Dylan dovrà affrontare per salvare la sua donna. E per farlo, dovrà scegliere anche se ucciderla o uccidere un suo vecchio nemico.
- Curiosità: l'episodio è in gran parte rifatto alla saga cinematografica di Saw. Il personaggio di Capitan Fantastic è un'allusione a personaggi Marvel e DC come Capitan America (di cui porta anche una maglietta con una stella bianca al centro), i Fantastici Quattro e Superman (di cui ha anche il mantello con un simbolo stampato).

## Epidemia aliena
Un bel giorno, gli abitanti di Londra si svegliano e...cominciano tutti a dire la verità! Inspiegabilmente, tutti i rancori, gli odii e le vere personalità degli esseri umani vengono fuori come in un'inspiegabile crisi di onestà. Dylan Dog, indagando su quest'epidemia di onestà collettiva, si ritroverà a fare i conti con dimensioni parallele e con il solo che possa spiegargli tutto questo: Hamlin.

## Il crollo
Dylan Dog si risveglia sotto le macerie di un palazzo privo di memoria e braccato da una creatura famelica. Cercherà così di fuggire e recuperare la memoria assieme ad altri superstiti che però non sono chi dicono di essere.

## I segni della fine
La storia si apre con la misteriosa scomparsa di un agente di polizia e con il ritrovamento di un graffito, tracciato poco prima da due writer. A questa si aggiungono una serie di inspiegabili fatti che convincono Scotland Yard a chiamare Dylan per una più accurata analisi. Questi, mentre la Chiesa dell'Apocalisse e il reverendo Hellborn parlano di fine del mondo, indaga, portandolo al centro di una spirale di esoterismo e cabalistica.

## La legione degli scheletri
Moheena è una timida studentessa d'arte la cui vita si trasforma in un incubo quando tutte le persone raffigurate nei suoi ritratti vengono uccise da una legione di scheletri.

## Blacky
Strane cose iniziano a succedere all'ippodromo di Londra: alcune persone sostengono di aver visto il fantasma di un cavallo dal manto nero aggirarsi per le scuderie. Il direttore dell'ippodromo inizia a pensare che si tratti dell'imbattuto Blacky, cavallo travolto da un'atroce fatalità che mise fine alla sua vita e alla sua carriera. Indagando, Dylan scoprirà una verità ben più agghiacciante.